# Calau de Monteiro
El calau de Monteiro (Tockus monteiri) és una espècie d'ocell de la família dels buceròtids (Bucerotidae) que habita sabanes àrides de l'oest d'Angola i nord-oest i centre de Namíbia.